# Riet Vosjan
M.J. (Riet) Vosjan (Ommen, november 1939)  is een Nederlands politicus van de CHU en later het CDA.
In 1966 werd ze gemeenteraadslid in haar geboorteplaats en van 1970 tot 1990 was ze daar wethouder. Daarna verliet ze de gemeentepolitiek en werd ze actief binnen het CDA en Overijsselse organisaties. In april 1994 werd Vosjan burgemeester van de gemeente IJsselham die op 1 januari 2001 opging in de gemeente Steenwijkerland. Enkele maanden eerder volgde haar benoeming tot waarnemend burgemeester van Warmond. Op 1 januari 2005 ging ze op 65-jarige leeftijd met pensioen waarna ze terugkeerde naar Ommen.